# Ӑ
A com breve (Ӑ ӑ; itálico: Ӑ ӑ) é uma letra do alfabeto cirílico. Em todas as suas formas ela se assemelha à letra latina A com breve (Ӑ ӑ Ӑ ӑ).
É usada no alfabeto da língua tchuvache.[carece de fontes?]